# Charles Lancelin
Charles Marie Eugène Lancelin (Dreux, 4 januari 1852 –  Parijs, 5 januari 1941) was een Frans onderzoeker inzake hypnose, het uit de 18e eeuw stammende begrip "dierlijk magnetisme" en volksgeloof. Daarnaast was hij eveneens auteur en co-auteur voor toneel.

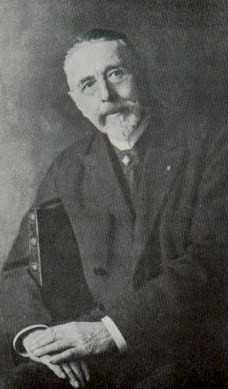
Charles Lancelin

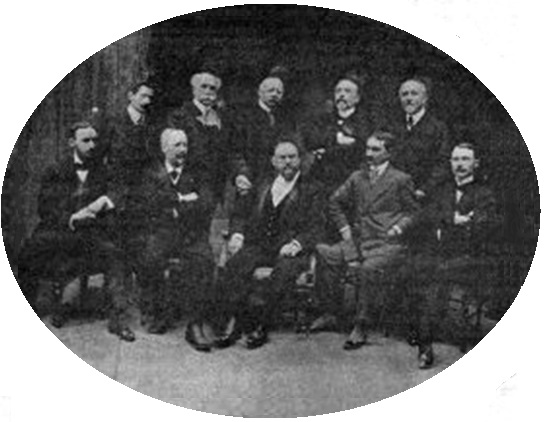
Charles Lancelin tijdens een parapsychologisch congres

## Zijn leermeesters
In zijn vroeger werk werd hij voornamelijk geïnspireerd door de werken van Allan Kardec, Papus, Hippoyte Baraduc en uiteindelijk door Albert de Rochas, van wie hij de onderzoekingen na zijn dood zou verderzetten.

## Bijdragen in de volkskunde
Lancelin heeft uitgebreide historische studies gemaakt over het ontstaan en de verspreiding van het geloof in de duivel. Daarnaast deed hij veel onderzoekswerk rond de magie in het algemeen en de middeleeuwse toverij in het bijzonder.

## Bijdragen in de parapsychologie
Hierin is hij voornamelijk bekend van zijn experimenten rond uittreding bij zichzelf en proefpersonen.

## Fictiewerken

### Romans
- Le Curé
- La Femme d'un autre
- Marion

### Toneel
- L'Affaire du Pont-de-Flandre
- L'Anniversaire
- Les Aventures de Télémaque
- Les Cambrioleurs
- Les deux Molaires
- Double Epreuve
- La Fin du Rêve
- La Floraison des Cyprès
- La Mère
- Les Métamorphoses de Vénus
- Jeunes Epoux
- Naturalisme
- La Nymphe
- Le Pigeon

### Opera/Operette
- La boîte aux Lettres
- Mille dix
- Le Père Bidard
- La petite Cigale
- Les Pommes de Suzon
- La Revanche de Galathée
- La Vie pour l'Amour

### Pantomime
- Conte Blanc
- Plus de Surmenage

## Non-fictiewerken
- La sorcellerie des campagnes
- Note sur le dédoublement personnel
- Méthode de dédoublement personnel (1913)
- L’occultisme et la science (1926)
- L’occultisme et la vie (1928)
- L’évocation des morts (1924)
- L’au-delà et ses problèmes (1907)
- L'âme humaine
- Introduction à quelques oints de l'occultisme expérimental (1925)
- La vie posthume (1922)
- La Réincarnation
- Etude d'un sujet hyperphysique
- La fraude dans la production des phénomènes médiumniques
- Comment on meurt, comment on naît, les deux pôles de la vie
- L’humanité posthume et le monde angélique (1922)
- Qu’est l’âme
- Mes rapports avec le Diable (1912)
- Histoire mythique de Shatan
  - Deel 1: De la légende au dogme (1903)
  - Deel 2: Le ternaire magique de Shatan. Envoûtement - Incubat - Vampirisme (1905)
  - Deel 3: La faillite de Shatan (aangekondigd, maar nooit verschenen)

## Le Monde Psychique
Lancelin was hoofdredacteur van het parapsychologisch tijdschrift Le Monde Psychique, dat verscheen vanaf maart 1911.
Dit was het orgaan van het Institut de Recherches Psychiques de France.
- Bibliothèque nationale de France: cb12618045k (data)
- International Standard Name Identifier: 0000 0000 6651 1031
- Library of Congress Control Number: n84186156
- Nationale Bibliotheek van Tsjechië: osa2018994405
- Nederlandse Thesaurus van Auteursnamen: 072993987
- Système universitaire de documentation: 060265701
- Virtual International Authority File: 12426980
- WorldCat: E39PBJhCHfCjmwv73qHTTyVHmd